# Fiat 527
La Fiat 527, conosciuta anche come Ardita 2500, è stata un'autovettura di lusso prodotta dalla Fiat dal 1934 al 1936.

## Il contesto
Questa vettura fu la terza della gamma Ardita, che comprendeva già la 518 con le sue due motorizzazioni:
- 1750: aveva installato un motore da 1758 cm³ di cilindrata a quattro cilindri sviluppante 40 cv a 3600 giri/min;
- 2000: aveva montato un motore da 1944 cm³ da 45 cv di potenza.

La 2500 è stata invece fabbricata dal 1934, ed era equipaggiata da un motore in linea a sei cilindri da 2516 cm³, erogante 52 cv, con valvole in testa. Aveva un solo carburatore. Il cambio era sincronizzato a quattro rapporti ed era a trazione posteriore. I freni erano sulle quattro ruote, mentre il freno di stazionamento era sull'albero di trasmissione. L'accensione era a batteria. È stata commercializzata nelle versioni berlina ed S (sport, con motore potenziato a 60 cv a 3800 giri/min), tutte e due con un passo di 3170 mm. La velocità massima era di 110 km/h per la versione berlina e 115 km/h per la S.
In Italia saranno fabbricati più di 1000 esemplari. A differenza della Fiat 518 Ardita non è stata costruita anche in paesi esteri.